# レンパン島
レンパン島（レンパンとう、インドネシア語: Pulau Rempang）は、インドネシアのリアウ諸島州に属する島。リアウ諸島内の主要な島の一つであり、バタム島の南に位置している。面積は165.83平方キロメートル。北のバタム島および南のガラン島とは橋で結ばれている。赤道直下に位置し、植生は熱帯雨林に覆われている。
マラッカ海峡、シンガポール海峡に近い。太平洋戦争において、連合国に降伏した東南アジア方面の日本軍兵士11万人以上が同島に集められ、日本本土への復員を許されるまで約1年間抑留された。連合国軍は十分な食料を支給せず、日本軍兵士は島に生息する鼠や蛇、サソリまで食べて飢えをしのぎ、「恋飯（れんぱん）島」と呼んだ。島に復員前に死亡した日本兵の慰霊碑が建てられている。
2023年、中国のガラス製造企業の進出が決定。これに抗議する先住民団体の抗議運動が活発になった。一部はバタム島の政府庁舎前に詰めかけ警官隊と衝突した。